# غراوند (مقاطعة إسلام آباد غرب)
غراوند (بالفارسية: گراوند) هي قرية تقع في كرمانشاه في إيران. يقدر عدد سكانها بـ 975 نسمة .